# Движение исламской революции
Движение исламской революции  (персидский :نهضت انقلاب اسلامی) — Афганская проиранская шиитская группировка моджахедов, отделившаяся от суннитской группировки «Движение Исламской Революции Афганистана». Организация пользовалась большим доверием иранского руководства. Использовалась для расширения влияния Ирана на афганские группировки моджахедов, входившие в «Пешаварскую семерку». Численность боевых отрядов была — около 800 человек. Лидер группировки Насрулла Мансур координировал свою деятельность с общим главарем суннитской группировки «Исламское Общество Афганистана» в провинции Герат Исмаил-ханом. Штаб квартира располагалась Иранском городе Мешхед.  В 1987 году вступила в организацию «Шиитская восьмерка». В 1989 году объединилась с другими группировками в Партию исламского единства Афганистана.
Лидеры: шейх Насрулла Мансур.